# Coleobonzia moseri
Coleobonzia moseri är en spindeldjursart som först beskrevs av Frank Jason Smiley 1992.  Coleobonzia moseri ingår i släktet Coleobonzia och familjen Cunaxidae. Inga underarter finns listade i Catalogue of Life.